# Kofungun de Furuichi
Le kofungun de Furuichi (古市古墳群) est un groupe de 123 kofuns, ou tumulus, situés à Fujiidera et Habikino, dans la préfecture d'Osaka, au Japon.

## Description
Trente et un des tertres funéraires sont en forme de trou de serrure, trente sont ronds, quarante-huit rectangulaires et quatorze autres sont de forme indéterminée.

## Protection
En 2010, le groupe des kofungun de Furuichi et celui des kofungun de Mozu sont proposés à l'inscription sur la liste du patrimoine mondial de l'UNESCO.
L'ensemble de « kofuns de Mozu-Furuichi : tertres funéraires de l'ancien Japon » est inscrit sur la liste du patrimoine mondial de l'UNESCO le 6 juillet 2019.